# Хижінкова Ольга Миколаївна
Ольга Миколаївна Хижінкова (нар.. 22 листопада 1986, хутір Заборов'є, Лепельський район, Вітебська область, Білоруська РСР, СРСР) — білоруська модель, переможниця конкурсу «Міс Білорусь — 2008», учасниця міжнародного конкурсу «Міс Світу» в 2008 році.

## Біографія
Ольга Хижінкова народилася 22 листопада 1986 року в селі Заборов'є Лепельського району Вітебської області в селянській родині. Закінчила коледж легкої промисловості у Вітебську.
Переможниця конкурсу «Міс Білорусь — 2008», учасниця міжнародного конкурсу «Міс Світу» в 2008 році в ПАР.
Була моделлю, потім викладачем дефіле Національної школи краси в Мінську. Близько 10 років була особою білоруського бренду «Conte Elegant». Знімається у відеокліпах білоруських музикантів і співаків.
Закінчила Інститут журналістики Білоруського державного університету за фахом «журналістика» (напрямок — аудіовізуальні ЗМІ). Працювала на телебаченні і в прес-службах телеканалу ОНТ і «Білкоопспілки», прес-секретарем футбольного клубу «Динамо-Брест» (2016—2020).

## Громадянська позиція
Активна учасниця акцій протесту в Білорусі після президентських виборів 2020 року, неодноразово висловлювалася за демократичні зміни в країні. 15 вересня 2020 року була звільнена з Національної школи краси.
8 листопада 2020 року затримана міліцією на мирній недільної акції протесту «Марш Народовладдя» в Мінську, поміщено до слідчого ізолятора на Акрестіна. 10 листопада в суді Заводського району Мінська Хижінкову засудили за участь у несанкціонованому заході за ч. 1 ст. 23.34 КпАП на 12 діб арешту. 12 листопада у відкритому судовому засіданні суддя Центрального району Мінська визнав Ольгу Хижінкову винною за ч. 1 ст. 23.34 КпАП (участь у мітингу 11 жовтня) і засудив на 15 діб, що в сукупності склало 27 діб арешту.
26 листопада відбувся суд вже по третьому епізоду участі Ольги Хижінкової в акціях протесту — звинувачення базувалося на фотографії в Instagram і відеозйомці за 25 жовтня. На цей раз їй знову присудили 15 діб арешту. 11 грудня термін арешту був продовжений ще на дев'ять діб. Вийшла на свободу 20 грудня (сукупно після 42 діб арешту).

## Особисте життя
Захоплюється марафонським бігом. Чоловік — Іван Морозов.